# Élections municipales de 2026 dans les Pyrénées-Orientales
Pour un article plus général, voir Élections municipales françaises de 2026.
Les élections municipales dans les Pyrénées-Orientales sont prévues en mars 2026. Cette page ne traite que les communes de 3 000 habitants et plus dans les Pyrénées-Orientales.

## Résultats à l'échelle du département

### Maires sortants et maires élus
| Commune                      | Population (en 2022) | Maire sortant(e)       | Parti | Parti | Maire élu(e) | Parti | Parti |
| ---------------------------- | -------------------- | ---------------------- | ----- | ----- | ------------ | ----- | ----- |
| Alénya                       | 3 712                | Jean-André Magdalou    |       | PCF   |              |       |       |
| Amélie-les-Bains-Palalda     | 3 553                | Marie Costa            |       | SE    |              |       |       |
| Argelès-sur-Mer              | 10 779               | Antoine Parra          |       | DVG   |              |       |       |
| Bages                        | 4 519                | Marie Cabrera          |       | DVG   |              |       |       |
| Baho                         | 3 266                | Patrick Got            |       | LR    |              |       |       |
| Banyuls-sur-Mer              | 4 583                | Jean-Michel Solé       |       | DVD   |              |       |       |
| Le Barcarès                  | 6 203                | Alain Ferrand          |       | LR    |              |       |       |
| Bompas                       | 7 712                | Laurence Ausina        |       | LR    |              |       |       |
| Le Boulou                    | 5 396                | François Comes         |       | DVG   |              |       |       |
| Cabestany                    | 10 414               | Édith Pugnet           |       | PCF   |              |       |       |
| Canet-en-Roussillon          | 13 005               | Stéphane Loda          |       | LR    |              |       |       |
| Canohès                      | 6 575                | Jean-Louis Chambon     |       | RE    |              |       |       |
| Céret                        | 7 544                | Michel Coste           |       | DVG   |              |       |       |
| Claira                       | 4 801                | Marc Petit             |       | SE    |              |       |       |
| Elne                         | 9 479                | Nicolas Garcia         |       | PCF   |              |       |       |
| Espira-de-l'Agly             | 3 525                | Philippe Fourcade      |       | SE    |              |       |       |
| Ille-sur-Têt                 | 5 546                | William Burghoffer     |       | PS    |              |       |       |
| Latour-Bas-Elne              | 3 224                | François Bonneau       |       | SE    |              |       |       |
| Millas                       | 4 325                | Jacques Garsau         |       | HOR   |              |       |       |
| Palau-del-Vidre              | 3 232                | Bruno Galan            |       | LR    |              |       |       |
| Perpignan                    | 120 996              | Louis Aliot            |       | RN    |              |       |       |
| Pézilla-la-Rivière           | 4 048                | Jean-Paul Billès       |       | DVD   |              |       |       |
| Pia                          | 11 174               | Jérôme Palmade         |       | LR    |              |       |       |
| Pollestres                   | 5 489                | Jean-Charles Moriconi  |       | SE    |              |       |       |
| Ponteilla                    | 3 012                | Franck Dadies          |       | SE    |              |       |       |
| Port-Vendres                 | 3 976                | Grégory Marty          |       | DVD   |              |       |       |
| Prades                       | 6 166                | Yves Delcor            |       | SE    |              |       |       |
| Rivesaltes                   | 9 151                | André Bascou           |       | LR    |              |       |       |
| Saint-André                  | 3 395                | Samuel Moli            |       | PS    |              |       |       |
| Saint-Cyprien                | 11 995               | Thierry Del Poso       |       | LR    |              |       |       |
| Saint-Estève                 | 11 673               | Robert Vila            |       | LR    |              |       |       |
| Saint-Hippolyte              | 3 177                | Madeleine Garcia-Vidal |       | DVG   |              |       |       |
| Saint-Laurent-de-la-Salanque | 9 941                | Laurence de Besombes   |       | LR    |              |       |       |
| Sainte-Marie-la-Mer          | 4 749                | Edmond Jorda           |       | DVD   |              |       |       |
| Saleilles                    | 5 724                | François Rallo         |       | LR    |              |       |       |
| Salses-le-Château            | 3 888                | Jean-Jacques Lopez     |       | PS    |              |       |       |
| Le Soler                     | 7 896                | Armelle Revel-Fourcade |       | LR    |              |       |       |
| Sorède                       | 3 500                | Yves Porteix           |       | RE    |              |       |       |
| Thuir                        | 8 215                | René Olive             |       | PS    |              |       |       |
| Torreilles                   | 3 793                | Marc Médina            |       | SE    |              |       |       |
| Toulouges                    | 7 375                | Nicolas Barthe         |       | SE    |              |       |       |
| Villelongue-de-la-Salanque   | 3 318                | Whueymar Deffradas     |       | SE    |              |       |       |
| Villeneuve-de-la-Raho        | 4 416                | Jacqueline Irles       |       | LR    |              |       |       |

### Résultats en nombre de maires
| Partis               | Partis                    | Maires sortants | Maires élus | Évolution |
| -------------------- | ------------------------- | --------------- | ----------- | --------- |
|                      | Divers droite             | 4               |             |           |
|                      | Les Républicains          | 13              |             |           |
| Total droite         | Total droite              | 17              |             |           |
|                      | Divers gauche             | 5               |             |           |
|                      | Parti socialiste          | 4               |             |           |
|                      | Parti communiste français | 3               |             |           |
| Total gauche         | Total gauche              | 12              |             |           |
|                      | Horizons                  | 1               |             |           |
|                      | Renaissance               | 2               |             |           |
| Total centre         | Total centre              | 3               |             |           |
|                      | Rassemblement national    | 1               |             |           |
| Total extrême droite | Total extrême droite      | 1               |             |           |
|                      | Sans étiquette            | 10              |             |           |
| Total                | Total                     | 43              | 43          | -         |

## Résultats dans les communes de plus de 3 000 habitants

### Alénya
- Maire sortant : Jean-André Magdalou (PCF)
- 27 sièges à pourvoir au conseil municipal (population légale 2022 : 3 712 habitants)
- 6 sièges à pourvoir au conseil communautaire (CC Sud Roussillon)

| Tête de liste | Tête de liste | Parti(s) | Nuance | Premier tour | Premier tour | Second tour | Second tour | Sièges | Sièges |
| Tête de liste | Tête de liste | Parti(s) | Nuance | Voix         | %            | Voix        | %           | CM     | CC     |
| ------------- | ------------- | -------- | ------ | ------------ | ------------ | ----------- | ----------- | ------ | ------ |

### Amélie-les-Bains-Palalda
- Maire sortante : Marie Costa (SE)
- 27 sièges à pourvoir au conseil municipal (population légale 2022 : 3 553 habitants)
- 11 sièges à pourvoir au conseil communautaire (CC du Haut Vallespir)

| Tête de liste            | Tête de liste    | Parti(s) | Nuance | Premier tour | Premier tour | Second tour | Second tour | Sièges | Sièges |
| Tête de liste            | Tête de liste    | Parti(s) | Nuance | Voix         | %            | Voix        | %           | CM     | CC     |
| ------------------------ | ---------------- | -------- | ------ | ------------ | ------------ | ----------- | ----------- | ------ | ------ |
|                          | Alexandre Reynal | SE       |        |              |              |             |             |        |        |
|                          |                  |          |        |              |              |             |             |        |        |
| Exprimés                 |                  |          |        |              |              |             |             |        |        |
| Votes blancs             |                  |          |        |              |              |             |             |        |        |
| Votes nuls               |                  |          |        |              |              |             |             |        |        |
| Total                    | Total            | Total    | Total  |              | 100          |             | 100         | 27     | 11     |
| Absentions               |                  |          |        |              |              |             |             |        |        |
| Inscrits / participation |                  |          |        |              |              |             |             |        |        |

### Argelès-sur-Mer
- Maire sortant : Antoine Parra (DVG)
- 33 sièges à pourvoir au conseil municipal (population légale 2022 : 10 779 habitants)
- 8 sièges à pourvoir au conseil communautaire (CC des Albères, de la Côte Vermeille et de l'Illibéris)

| Tête de liste | Tête de liste | Parti(s) | Nuance | Premier tour | Premier tour | Second tour | Second tour | Sièges | Sièges |
| Tête de liste | Tête de liste | Parti(s) | Nuance | Voix         | %            | Voix        | %           | CM     | CC     |
| ------------- | ------------- | -------- | ------ | ------------ | ------------ | ----------- | ----------- | ------ | ------ |

### Bages
- Maire sortante : Marie Cabrera (DVG)
- 27 sièges à pourvoir au conseil municipal (population légale 2022 : 4 519 habitants)
- 3 sièges à pourvoir au conseil communautaire (CC des Albères, de la Côte Vermeille et de l'Illibéris)

| Tête de liste | Tête de liste | Parti(s) | Nuance | Premier tour | Premier tour | Second tour | Second tour | Sièges | Sièges |
| Tête de liste | Tête de liste | Parti(s) | Nuance | Voix         | %            | Voix        | %           | CM     | CC     |
| ------------- | ------------- | -------- | ------ | ------------ | ------------ | ----------- | ----------- | ------ | ------ |

### Baho
- Maire sortant : Patrick Got (LR)
- 23 sièges à pourvoir au conseil municipal (population légale 2022 : 3 266 habitants)
- 1 siège à pourvoir au conseil communautaire (Perpignan Méditerranée Métropole)

| Tête de liste            | Tête de liste | Parti(s) | Nuance | Premier tour | Premier tour | Second tour | Second tour | Sièges | Sièges |
| Tête de liste            | Tête de liste | Parti(s) | Nuance | Voix         | %            | Voix        | %           | CM     | CC     |
| ------------------------ | ------------- | -------- | ------ | ------------ | ------------ | ----------- | ----------- | ------ | ------ |
|                          | Johanna Marin | SE       |        |              |              |             |             |        |        |
|                          |               |          |        |              |              |             |             |        |        |
| Exprimés                 |               |          |        |              |              |             |             |        |        |
| Votes blancs             |               |          |        |              |              |             |             |        |        |
| Votes nuls               |               |          |        |              |              |             |             |        |        |
| Total                    | Total         | Total    | Total  |              | 100          |             | 100         | 23     | 1      |
| Absentions               |               |          |        |              |              |             |             |        |        |
| Inscrits / participation |               |          |        |              |              |             |             |        |        |

### Banyuls-sur-Mer
- Maire sortant : Jean-Michel Solé (DVD)
- 27 sièges à pourvoir au conseil municipal (population légale 2022 : 4 583 habitants)
- 4 sièges à pourvoir au conseil communautaire (CC des Albères, de la Côte Vermeille et de l'Illibéris)

| Tête de liste | Tête de liste | Parti(s) | Nuance | Premier tour | Premier tour | Second tour | Second tour | Sièges | Sièges |
| Tête de liste | Tête de liste | Parti(s) | Nuance | Voix         | %            | Voix        | %           | CM     | CC     |
| ------------- | ------------- | -------- | ------ | ------------ | ------------ | ----------- | ----------- | ------ | ------ |

### Le Barcarès
- Maire sortant : Alain Ferrand (LR)
- 29 sièges à pourvoir au conseil municipal (population légale 2022 : 6 203 habitants)
- 1 siège à pourvoir au conseil communautaire (Perpignan Méditerranée Métropole)

| Tête de liste | Tête de liste | Parti(s) | Nuance | Premier tour | Premier tour | Second tour | Second tour | Sièges | Sièges |
| Tête de liste | Tête de liste | Parti(s) | Nuance | Voix         | %            | Voix        | %           | CM     | CC     |
| ------------- | ------------- | -------- | ------ | ------------ | ------------ | ----------- | ----------- | ------ | ------ |

### Bompas
- Maire sortante : Laurence Ausina (LR)
- 29 sièges à pourvoir au conseil municipal (population légale 2022 : 7 712 habitants)
- 2 sièges à pourvoir au conseil communautaire (Perpignan Méditerranée Métropole)

| Tête de liste | Tête de liste | Parti(s) | Nuance | Premier tour | Premier tour | Second tour | Second tour | Sièges | Sièges |
| Tête de liste | Tête de liste | Parti(s) | Nuance | Voix         | %            | Voix        | %           | CM     | CC     |
| ------------- | ------------- | -------- | ------ | ------------ | ------------ | ----------- | ----------- | ------ | ------ |

### Le Boulou
- Maire sortant : François Comes (DVG)
- 29 sièges à pourvoir au conseil municipal (population légale 2022 : 5 396 habitants)
- 9 sièges à pourvoir au conseil communautaire (CC du Vallespir)

| Tête de liste            | Tête de liste   | Parti(s) | Nuance | Premier tour | Premier tour | Second tour | Second tour | Sièges | Sièges |
| Tête de liste            | Tête de liste   | Parti(s) | Nuance | Voix         | %            | Voix        | %           | CM     | CC     |
| ------------------------ | --------------- | -------- | ------ | ------------ | ------------ | ----------- | ----------- | ------ | ------ |
|                          | Patrick Francés | DVG      |        |              |              |             |             |        |        |
|                          |                 |          |        |              |              |             |             |        |        |
| Exprimés                 |                 |          |        |              |              |             |             |        |        |
| Votes blancs             |                 |          |        |              |              |             |             |        |        |
| Votes nuls               |                 |          |        |              |              |             |             |        |        |
| Total                    | Total           | Total    | Total  |              | 100          |             | 100         | 29     | 9      |
| Absentions               |                 |          |        |              |              |             |             |        |        |
| Inscrits / participation |                 |          |        |              |              |             |             |        |        |

### Cabestany
- Maire sortante : Édith Pugnet (PCF)
- 33 sièges à pourvoir au conseil municipal (population légale 2022 : 10 414 habitants)
- 3 sièges à pourvoir au conseil communautaire (Perpignan Méditerranée Métropole)

| Tête de liste | Tête de liste | Parti(s) | Nuance | Premier tour | Premier tour | Second tour | Second tour | Sièges | Sièges |
| Tête de liste | Tête de liste | Parti(s) | Nuance | Voix         | %            | Voix        | %           | CM     | CC     |
| ------------- | ------------- | -------- | ------ | ------------ | ------------ | ----------- | ----------- | ------ | ------ |

### Canet-en-Roussillon
- Maire sortant : Stéphane Loda (LR)
- 33 sièges à pourvoir au conseil municipal (population légale 2022 : 13 005 habitants)
- 4 sièges à pourvoir au conseil communautaire (Perpignan Méditerranée Métropole)

| Tête de liste | Tête de liste | Parti(s) | Nuance | Premier tour | Premier tour | Second tour | Second tour | Sièges | Sièges |
| Tête de liste | Tête de liste | Parti(s) | Nuance | Voix         | %            | Voix        | %           | CM     | CC     |
| ------------- | ------------- | -------- | ------ | ------------ | ------------ | ----------- | ----------- | ------ | ------ |

### Canohès
- Maire sortant : Jean-Louis Chambon (RE)
- 29 sièges à pourvoir au conseil municipal (population légale 2022 : 6 575 habitants)
- 1 siège à pourvoir au conseil communautaire (Perpignan Méditerranée Métropole)

| Tête de liste | Tête de liste | Parti(s) | Nuance | Premier tour | Premier tour | Second tour | Second tour | Sièges | Sièges |
| Tête de liste | Tête de liste | Parti(s) | Nuance | Voix         | %            | Voix        | %           | CM     | CC     |
| ------------- | ------------- | -------- | ------ | ------------ | ------------ | ----------- | ----------- | ------ | ------ |

### Céret
- Maire sortant : Michel Coste (DVG)
- 29 sièges à pourvoir au conseil municipal (population légale 2022 : 7 544 habitants)
- 12 sièges à pourvoir au conseil communautaire (CC du Vallespir)

| Tête de liste | Tête de liste | Parti(s) | Nuance | Premier tour | Premier tour | Second tour | Second tour | Sièges | Sièges |
| Tête de liste | Tête de liste | Parti(s) | Nuance | Voix         | %            | Voix        | %           | CM     | CC     |
| ------------- | ------------- | -------- | ------ | ------------ | ------------ | ----------- | ----------- | ------ | ------ |

### Claira
- Maire sortant : Marc Petit (SE)
- 27 sièges à pourvoir au conseil municipal (population légale 2022 : 4 801 habitants)
- 7 sièges à pourvoir au conseil communautaire (CC Corbières Salnque Méditerranée)

| Tête de liste | Tête de liste | Parti(s) | Nuance | Premier tour | Premier tour | Second tour | Second tour | Sièges | Sièges |
| Tête de liste | Tête de liste | Parti(s) | Nuance | Voix         | %            | Voix        | %           | CM     | CC     |
| ------------- | ------------- | -------- | ------ | ------------ | ------------ | ----------- | ----------- | ------ | ------ |

### Elne
- Maire sortant : Nicolas Garcia (PCF)
- 29 sièges à pourvoir au conseil municipal (population légale 2022 : 9 479 habitants)
- 7 sièges à pourvoir au conseil communautaire (CC des Albères, de la Côte Vermeille et de l'Illibéris)

| Tête de liste | Tête de liste | Parti(s) | Nuance | Premier tour | Premier tour | Second tour | Second tour | Sièges | Sièges |
| Tête de liste | Tête de liste | Parti(s) | Nuance | Voix         | %            | Voix        | %           | CM     | CC     |
| ------------- | ------------- | -------- | ------ | ------------ | ------------ | ----------- | ----------- | ------ | ------ |

### Espira-de-l'Agly
- Maire sortant : Philippe Fourcade (SE)
- 27 sièges à pourvoir au conseil municipal (population légale 2022 : 3 525 habitants)
- 1 siège à pourvoir au conseil communautaire (Perpignan Méditerranée Métropole)

| Tête de liste | Tête de liste | Parti(s) | Nuance | Premier tour | Premier tour | Second tour | Second tour | Sièges | Sièges |
| Tête de liste | Tête de liste | Parti(s) | Nuance | Voix         | %            | Voix        | %           | CM     | CC     |
| ------------- | ------------- | -------- | ------ | ------------ | ------------ | ----------- | ----------- | ------ | ------ |

### Ille-sur-Têt
- Maire sortant : William Burghoffer (PS)
- 29 sièges à pourvoir au conseil municipal (population légale 2022 : 5 546 habitants)
- 9 sièges à pourvoir au conseil communautaire (CC Roussillon Conflent)

| Tête de liste            | Tête de liste  | Parti(s) | Nuance | Premier tour | Premier tour | Second tour | Second tour | Sièges | Sièges |
| Tête de liste            | Tête de liste  | Parti(s) | Nuance | Voix         | %            | Voix        | %           | CM     | CC     |
| ------------------------ | -------------- | -------- | ------ | ------------ | ------------ | ----------- | ----------- | ------ | ------ |
|                          | Alain Fabresse | SE       |        |              |              |             |             |        |        |
|                          |                |          |        |              |              |             |             |        |        |
| Exprimés                 |                |          |        |              |              |             |             |        |        |
| Votes blancs             |                |          |        |              |              |             |             |        |        |
| Votes nuls               |                |          |        |              |              |             |             |        |        |
| Total                    | Total          | Total    | Total  |              | 100          |             | 100         | 29     | 9      |
| Absentions               |                |          |        |              |              |             |             |        |        |
| Inscrits / participation |                |          |        |              |              |             |             |        |        |

### Latour-Bas-Elne
- Maire sortant : François Bonneau (SE)
- 23 sièges à pourvoir au conseil municipal (population légale 2022 : 3 224 habitants)
- 4 sièges à pourvoir au conseil communautaire (CC Sud Roussillon)

| Tête de liste | Tête de liste | Parti(s) | Nuance | Premier tour | Premier tour | Second tour | Second tour | Sièges | Sièges |
| Tête de liste | Tête de liste | Parti(s) | Nuance | Voix         | %            | Voix        | %           | CM     | CC     |
| ------------- | ------------- | -------- | ------ | ------------ | ------------ | ----------- | ----------- | ------ | ------ |

### Millas
- Maire sortant : Jacques Garsau (HOR)
- 27 sièges à pourvoir au conseil municipal (population légale 2022 : 4 325 habitants)
- 7 sièges à pourvoir au conseil communautaire (CC Roussillon Conflent)

| Tête de liste | Tête de liste | Parti(s) | Nuance | Premier tour | Premier tour | Second tour | Second tour | Sièges | Sièges |
| Tête de liste | Tête de liste | Parti(s) | Nuance | Voix         | %            | Voix        | %           | CM     | CC     |
| ------------- | ------------- | -------- | ------ | ------------ | ------------ | ----------- | ----------- | ------ | ------ |

### Palau-del-Vidre
- Maire sortant : Bruno Galan (LR)
- 23 sièges à pourvoir au conseil municipal (population légale 2022 : 3 232 habitants)
- 3 sièges à pourvoir au conseil communautaire (CC des Albères, de la Côte Vermeille et de l'Illibéris)

| Tête de liste | Tête de liste | Parti(s) | Nuance | Premier tour | Premier tour | Second tour | Second tour | Sièges | Sièges |
| Tête de liste | Tête de liste | Parti(s) | Nuance | Voix         | %            | Voix        | %           | CM     | CC     |
| ------------- | ------------- | -------- | ------ | ------------ | ------------ | ----------- | ----------- | ------ | ------ |

### Perpignan
- Maire sortant : Louis Aliot (RN)
- 55 sièges à pourvoir au conseil municipal (population légale 2022 : 120 996 habitants)
- 40 sièges à pourvoir au conseil communautaire (Perpignan Méditerranée Métropole)

| Tête de liste            | Tête de liste   | Parti(s) | Nuance | Premier tour | Premier tour | Second tour | Second tour | Sièges | Sièges |
| Tête de liste            | Tête de liste   | Parti(s) | Nuance | Voix         | %            | Voix        | %           | CM     | CC     |
| ------------------------ | --------------- | -------- | ------ | ------------ | ------------ | ----------- | ----------- | ------ | ------ |
|                          | À déterminer    | LFI-LÉ   |        |              |              |             |             |        |        |
|                          | Agnès Langevine | PP       |        |              |              |             |             |        |        |
|                          | Louis Aliot,    | RN       |        |              |              |             |             |        |        |
|                          |                 |          |        |              |              |             |             |        |        |
| Exprimés                 |                 |          |        |              |              |             |             |        |        |
| Votes blancs             |                 |          |        |              |              |             |             |        |        |
| Votes nuls               |                 |          |        |              |              |             |             |        |        |
| Total                    | Total           | Total    | Total  |              | 100          |             | 100         | 55     | 40     |
| Absentions               |                 |          |        |              |              |             |             |        |        |
| Inscrits / participation |                 |          |        |              |              |             |             |        |        |

### Pézilla-la-Rivière
- Maire sortant : Jean-Paul Billès (DVD), ne se représente pas[9].
- 27 sièges à pourvoir au conseil municipal (population légale 2022 : 4 048 habitants)
- 1 siège à pourvoir au conseil communautaire (Perpignan Méditerranée Métropole)

| Tête de liste | Tête de liste | Parti(s) | Nuance | Premier tour | Premier tour | Second tour | Second tour | Sièges | Sièges |
| Tête de liste | Tête de liste | Parti(s) | Nuance | Voix         | %            | Voix        | %           | CM     | CC     |
| ------------- | ------------- | -------- | ------ | ------------ | ------------ | ----------- | ----------- | ------ | ------ |

### Pia
- Maire sortant : Jérôme Palmade (LR)
- 33 sièges à pourvoir au conseil municipal (population légale 2022 : 11 174 habitants)
- 17 sièges à pourvoir au conseil communautaire (CC Corbières Salanque Méditerranée)

| Tête de liste | Tête de liste | Parti(s) | Nuance | Premier tour | Premier tour | Second tour | Second tour | Sièges | Sièges |
| Tête de liste | Tête de liste | Parti(s) | Nuance | Voix         | %            | Voix        | %           | CM     | CC     |
| ------------- | ------------- | -------- | ------ | ------------ | ------------ | ----------- | ----------- | ------ | ------ |

### Pollestres
- Maire sortant : Jean-Charles Moriconi (SE)
- 29 sièges à pourvoir au conseil municipal (population légale 2022 : 5 489 habitants)
- 1 siège à pourvoir au conseil communautaire (Perpignan Méditerranée Métropole)

| Tête de liste | Tête de liste | Parti(s) | Nuance | Premier tour | Premier tour | Second tour | Second tour | Sièges | Sièges |
| Tête de liste | Tête de liste | Parti(s) | Nuance | Voix         | %            | Voix        | %           | CM     | CC     |
| ------------- | ------------- | -------- | ------ | ------------ | ------------ | ----------- | ----------- | ------ | ------ |

### Ponteilla
- Maire sortant : Franck Dadies (SE)
- 23 sièges à pourvoir au conseil municipal (population légale 2022 : 3 012 habitants)
- 1 siège à pourvoir au conseil communautaire (Perpignan Méditerranée Métropole)

| Tête de liste | Tête de liste | Parti(s) | Nuance | Premier tour | Premier tour | Second tour | Second tour | Sièges | Sièges |
| Tête de liste | Tête de liste | Parti(s) | Nuance | Voix         | %            | Voix        | %           | CM     | CC     |
| ------------- | ------------- | -------- | ------ | ------------ | ------------ | ----------- | ----------- | ------ | ------ |

### Port-Vendres
- Maire sortant : Grégory Marty (DVD)
- 27 sièges à pourvoir au conseil municipal (population légale 2022 : 3 976 habitants)
- 4 sièges à pourvoir au conseil communautaire (CC des Albères, de la Côte Vermeille et de l'Illibéris)

| Tête de liste | Tête de liste | Parti(s) | Nuance | Premier tour | Premier tour | Second tour | Second tour | Sièges | Sièges |
| Tête de liste | Tête de liste | Parti(s) | Nuance | Voix         | %            | Voix        | %           | CM     | CC     |
| ------------- | ------------- | -------- | ------ | ------------ | ------------ | ----------- | ----------- | ------ | ------ |

### Prades
- Maire sortant : Yves Delcor (SE)
- 29 sièges à pourvoir au conseil municipal (population légale 2022 : 6 166 habitants)
- 19 sièges à pourvoir au conseil communautaire (CC Conflent Canigó)

| Tête de liste | Tête de liste | Parti(s) | Nuance | Premier tour | Premier tour | Second tour | Second tour | Sièges | Sièges |
| Tête de liste | Tête de liste | Parti(s) | Nuance | Voix         | %            | Voix        | %           | CM     | CC     |
| ------------- | ------------- | -------- | ------ | ------------ | ------------ | ----------- | ----------- | ------ | ------ |

### Rivesaltes
- Maire sortant : André Bascou (LR)
- 29 sièges à pourvoir au conseil municipal (population légale 2022 : 9 151 habitants)
- 2 sièges à pourvoir au conseil communautaire (Perpignan Méditerranée Métropole)

| Tête de liste            | Tête de liste  | Parti(s) | Nuance | Premier tour | Premier tour | Second tour | Second tour | Sièges | Sièges |
| Tête de liste            | Tête de liste  | Parti(s) | Nuance | Voix         | %            | Voix        | %           | CM     | CC     |
| ------------------------ | -------------- | -------- | ------ | ------------ | ------------ | ----------- | ----------- | ------ | ------ |
|                          | Amélie Parraud | DVD      |        |              |              |             |             |        |        |
|                          |                |          |        |              |              |             |             |        |        |
| Exprimés                 |                |          |        |              |              |             |             |        |        |
| Votes blancs             |                |          |        |              |              |             |             |        |        |
| Votes nuls               |                |          |        |              |              |             |             |        |        |
| Total                    | Total          | Total    | Total  |              | 100          |             | 100         | 29     | 2      |
| Absentions               |                |          |        |              |              |             |             |        |        |
| Inscrits / participation |                |          |        |              |              |             |             |        |        |

### Saint-André
- Maire sortant : Samuel Moli (PS)
- 23 sièges à pourvoir au conseil municipal (population légale 2022 : 3 395 habitants)
- 3 sièges à pourvoir au conseil communautaire (CC des Albères, de la Côte Vermeille et de l'Illibéris)

| Tête de liste | Tête de liste | Parti(s) | Nuance | Premier tour | Premier tour | Second tour | Second tour | Sièges | Sièges |
| Tête de liste | Tête de liste | Parti(s) | Nuance | Voix         | %            | Voix        | %           | CM     | CC     |
| ------------- | ------------- | -------- | ------ | ------------ | ------------ | ----------- | ----------- | ------ | ------ |

### Saint-Cyprien
- Maire sortant : Thierry Del Poso (LR)
- 33 sièges à pourvoir au conseil municipal (population légale 2022 : 11 995 habitants)
- 18 sièges à pourvoir au conseil communautaire (CC Sud Roussillon)

| Tête de liste | Tête de liste | Parti(s) | Nuance | Premier tour | Premier tour | Second tour | Second tour | Sièges | Sièges |
| Tête de liste | Tête de liste | Parti(s) | Nuance | Voix         | %            | Voix        | %           | CM     | CC     |
| ------------- | ------------- | -------- | ------ | ------------ | ------------ | ----------- | ----------- | ------ | ------ |

### Saint-Estève
- Maire sortant : Robert Vila (LR)
- 33 sièges à pourvoir au conseil municipal (population légale 2022 : 0 habitants)
- 3 sièges à pourvoir au conseil communautaire (Perpignan Méditerranée Métropole)

| Tête de liste | Tête de liste | Parti(s) | Nuance | Premier tour | Premier tour | Second tour | Second tour | Sièges | Sièges |
| Tête de liste | Tête de liste | Parti(s) | Nuance | Voix         | %            | Voix        | %           | CM     | CC     |
| ------------- | ------------- | -------- | ------ | ------------ | ------------ | ----------- | ----------- | ------ | ------ |

### Saint-Hippolyte
- Maire sortante : Madeleine Garcia-Vidal (DVG)
- 23 sièges à pourvoir au conseil municipal (population légale 2022 : 3 177 habitants)
- 1 siège à pourvoir au conseil communautaire (Perpignan Méditerranée Métropole)

| Tête de liste | Tête de liste | Parti(s) | Nuance | Premier tour | Premier tour | Second tour | Second tour | Sièges | Sièges |
| Tête de liste | Tête de liste | Parti(s) | Nuance | Voix         | %            | Voix        | %           | CM     | CC     |
| ------------- | ------------- | -------- | ------ | ------------ | ------------ | ----------- | ----------- | ------ | ------ |

### Saint-Laurent-de-la-Salanque
- Maire sortante : Laurence de Besombes (LR)
- 29 sièges à pourvoir au conseil municipal (population légale 2022 : 9 941 habitants)
- 3 sièges à pourvoir au conseil communautaire (Perpignan Méditerranée Métropole)

| Tête de liste            | Tête de liste    | Parti(s) | Nuance | Premier tour | Premier tour | Second tour | Second tour | Sièges | Sièges |
| Tête de liste            | Tête de liste    | Parti(s) | Nuance | Voix         | %            | Voix        | %           | CM     | CC     |
| ------------------------ | ---------------- | -------- | ------ | ------------ | ------------ | ----------- | ----------- | ------ | ------ |
|                          | Laurence Gossard | SE       |        |              |              |             |             |        |        |
|                          |                  |          |        |              |              |             |             |        |        |
| Exprimés                 |                  |          |        |              |              |             |             |        |        |
| Votes blancs             |                  |          |        |              |              |             |             |        |        |
| Votes nuls               |                  |          |        |              |              |             |             |        |        |
| Total                    | Total            | Total    | Total  |              | 100          |             | 100         | 29     | 3      |
| Absentions               |                  |          |        |              |              |             |             |        |        |
| Inscrits / participation |                  |          |        |              |              |             |             |        |        |

### Sainte-Marie-la-Mer
- Maire sortant : Edmond Jorda (DVD)
- 27 sièges à pourvoir au conseil municipal (population légale 2022 : 4 749 habitants)
- 1 siège à pourvoir au conseil communautaire (Perpignan Méditerranée Métropole)

| Tête de liste | Tête de liste | Parti(s) | Nuance | Premier tour | Premier tour | Second tour | Second tour | Sièges | Sièges |
| Tête de liste | Tête de liste | Parti(s) | Nuance | Voix         | %            | Voix        | %           | CM     | CC     |
| ------------- | ------------- | -------- | ------ | ------------ | ------------ | ----------- | ----------- | ------ | ------ |

### Saleilles
- Maire sortant : François Rallo (LR)
- 29 sièges à pourvoir au conseil municipal (population légale 2022 : 5 724 habitants)
- 1 siège à pourvoir au conseil communautaire (Perpignan Méditerranée Métropole)

| Tête de liste | Tête de liste | Parti(s) | Nuance | Premier tour | Premier tour | Second tour | Second tour | Sièges | Sièges |
| Tête de liste | Tête de liste | Parti(s) | Nuance | Voix         | %            | Voix        | %           | CM     | CC     |
| ------------- | ------------- | -------- | ------ | ------------ | ------------ | ----------- | ----------- | ------ | ------ |

### Salses-le-Château
- Maire sortant : Jean-Jacques Lopez (PS)
- 27 sièges à pourvoir au conseil municipal (population légale 2022 : 3 888 habitants)
- 6 sièges à pourvoir au conseil communautaire (CC Corbières Salnque Méditerranée)

| Tête de liste | Tête de liste | Parti(s) | Nuance | Premier tour | Premier tour | Second tour | Second tour | Sièges | Sièges |
| Tête de liste | Tête de liste | Parti(s) | Nuance | Voix         | %            | Voix        | %           | CM     | CC     |
| ------------- | ------------- | -------- | ------ | ------------ | ------------ | ----------- | ----------- | ------ | ------ |

### Le Soler
- Maire sortante : Armelle Revel-Fourcade (LR)
- 29 sièges à pourvoir au conseil municipal (population légale 2022 : 7 896 habitants)
- 2 sièges à pourvoir au conseil communautaire (Perpignan Méditerranée Métropole)

| Tête de liste | Tête de liste | Parti(s) | Nuance | Premier tour | Premier tour | Second tour | Second tour | Sièges | Sièges |
| Tête de liste | Tête de liste | Parti(s) | Nuance | Voix         | %            | Voix        | %           | CM     | CC     |
| ------------- | ------------- | -------- | ------ | ------------ | ------------ | ----------- | ----------- | ------ | ------ |

### Sorède
- Maire sortant : Yves Porteix (RE)
- 27 sièges à pourvoir au conseil municipal (population légale 2022 : 3 500 habitants)
- 3 sièges à pourvoir au conseil communautaire (CC des Albères, de la Côte de Vermeille et de l'Illibéris)

| Tête de liste | Tête de liste | Parti(s) | Nuance | Premier tour | Premier tour | Second tour | Second tour | Sièges | Sièges |
| Tête de liste | Tête de liste | Parti(s) | Nuance | Voix         | %            | Voix        | %           | CM     | CC     |
| ------------- | ------------- | -------- | ------ | ------------ | ------------ | ----------- | ----------- | ------ | ------ |

### Thuir
- Maire sortant : René Olive (PS)
- 29 sièges à pourvoir au conseil municipal (population légale 2022 : 8 215 habitants)
- 14 sièges à pourvoir au conseil communautaire (CC des Aspres)

| Tête de liste | Tête de liste | Parti(s) | Nuance | Premier tour | Premier tour | Second tour | Second tour | Sièges | Sièges |
| Tête de liste | Tête de liste | Parti(s) | Nuance | Voix         | %            | Voix        | %           | CM     | CC     |
| ------------- | ------------- | -------- | ------ | ------------ | ------------ | ----------- | ----------- | ------ | ------ |

### Torreilles
- Maire sortant : Marc Médina (SE), ne se représente pas[12].
- 27 sièges à pourvoir au conseil municipal (population légale 2022 : 3 793 habitants)
- 1 siège à pourvoir au conseil communautaire (Perpignan Méditerranée Métropole)

| Tête de liste | Tête de liste | Parti(s) | Nuance | Premier tour | Premier tour | Second tour | Second tour | Sièges | Sièges |
| Tête de liste | Tête de liste | Parti(s) | Nuance | Voix         | %            | Voix        | %           | CM     | CC     |
| ------------- | ------------- | -------- | ------ | ------------ | ------------ | ----------- | ----------- | ------ | ------ |

### Toulouges
- Maire sortant : Nicolas Barthe (SE)
- 29 sièges à pourvoir au conseil municipal (population légale 2022 : 7 375 habitants)
- 2 sièges à pourvoir au conseil communautaire (Perpignan Méditerranée Métropole)

| Tête de liste | Tête de liste | Parti(s) | Nuance | Premier tour | Premier tour | Second tour | Second tour | Sièges | Sièges |
| Tête de liste | Tête de liste | Parti(s) | Nuance | Voix         | %            | Voix        | %           | CM     | CC     |
| ------------- | ------------- | -------- | ------ | ------------ | ------------ | ----------- | ----------- | ------ | ------ |

### Villelongue-de-la-Salanque
- Maire sortant : Whueymar Deffradas (SE)
- 23 sièges à pourvoir au conseil municipal (population légale 2022 : 3 318 habitants)
- 1 siège à pourvoir au conseil communautaire (Perpignan Méditerranée Métropole)

| Tête de liste | Tête de liste | Parti(s) | Nuance | Premier tour | Premier tour | Second tour | Second tour | Sièges | Sièges |
| Tête de liste | Tête de liste | Parti(s) | Nuance | Voix         | %            | Voix        | %           | CM     | CC     |
| ------------- | ------------- | -------- | ------ | ------------ | ------------ | ----------- | ----------- | ------ | ------ |

### Villeneuve-de-la-Raho
- Maire sortante : Jacqueline Irles (LR)
- 27 sièges à pourvoir au conseil municipal (population légale 2022 : 4 416 habitants)
- 1 siège à pourvoir au conseil communautaire (Perpignan Méditerranée Métropole)

| Tête de liste | Tête de liste | Parti(s) | Nuance | Premier tour | Premier tour | Second tour | Second tour | Sièges | Sièges |
| Tête de liste | Tête de liste | Parti(s) | Nuance | Voix         | %            | Voix        | %           | CM     | CC     |
| ------------- | ------------- | -------- | ------ | ------------ | ------------ | ----------- | ----------- | ------ | ------ |